# Jos van Emden
Jos van Emden (Schiedam, 18 de febrero de 1985) es un ciclista neerlandés que fue profesional entre 2005 y 2023.

## Biografía
Jos van Emden comenzó su carrera en el equipo de Bert Historia - Piels en 2005. En 2006 se unió al equipo Rabobank Continental. Rápidamente destacó como una gran promesa. En su primera temporada, ganó muchas victorias, incluido el Roserittet y el Triptyque des Barrages. El año siguiente ganó su primera carrera de primera categoría, el Giro de Münsterland. Después de un comienzo de temporada en 2008 marcado por la consecución de varias victorias, se unió al primer equipo del Rabobank en septiembre de 2008.
No logró ganar ninguna carrera en 2009 en el que fue su primer año en el equipo ProTour Rabobank. Participó en su primera gran vuelta: el Giro de Italia. Al año siguiente, terminó segundo en la Hel van het Mergelland, ganada por el francés Yann Huguet. Terminó la París-Roubaix en el puesto 74.º y el último en la clasificación. En 2010 ganó el Campeonato de los Países Bajos Contrarreloj, éxito que volvería a lograr nueve años después.
Ganó la última etapa del Giro de Italia en 2017, siendo esta una contrarreloj de 29,3 km.
En 2023 puso fin a su carrera. Siguió en la estructura del Jumbo-Visma formando parte del equipo femenino.

## Palmarés
| 2006 - Triptyque des Barrages, más 1 etapa - 1 etapa del Tour de Normandía - 1 etapa del Tour de Loir-et-Cher - 2 etapas del Gran Premio Guillermo Tell 2007 - Giro de Münsterland 2008 - 1 etapa del Tour de Normandía - 1 etapa de la Rhône-Alpes Isère Tour - 1 etapa de la Vuelta a León 2010 - Campeonato de los Países Bajos Contrarreloj - 1 etapa del Delta Tour Zeeland - 1 etapa de la Ster Elektrotoer 2011 - 1 etapa del Delta Tour Zeeland - Stadsprijs Geraardsbergen 2013 - Giro de Münsterland | 2014 - 3.º en el Campeonato de los Países Bajos Contrarreloj 2015 - 3.º en el Campeonato de los Países Bajos Contrarreloj - 1 etapa del Eneco Tour 2016 - 1 etapa del Ster ZLM Toer - 2.º en el Campeonato de los Países Bajos Contrarreloj 2017 - A través de Flandes Occidental - 1 etapa del Giro de Italia 2019 - 1 etapa del ZLM Tour - Campeonato de los Países Bajos Contrarreloj - Chrono des Nations 2023 - Campeonato de los Países Bajos Contrarreloj |

## Resultados en Grandes Vueltas y Campeonatos del Mundo
| Carrera              | Carrera              | 2005 | 2006 | 2007 | 2008 | 2009  | 2010  | 2011  | 2012 | 2013 | 2014  | 2015  | 2016  | 2017  | 2018 | 2019  | 2020 | 2021 | 2022 | 2023 |
| -------------------- | -------------------- | ---- | ---- | ---- | ---- | ----- | ----- | ----- | ---- | ---- | ----- | ----- | ----- | ----- | ---- | ----- | ---- | ---- | ---- | ---- |
|                      | Giro de Italia       | —    | —    | —    | —    | 166.º | 116.º | 159.º | —    | —    | 107.º | —     | 120.º | 117.º | 99.º | 104.º | Ab.  | Ab.  | 89.º | —    |
|                      | Tour de Francia      | —    | —    | —    | —    | —     | —     | —     | —    | —    | —     | 121.º | —     | Ab.   | —    | —     | —    | —    | —    | —    |
|                      | Vuelta a España      | —    | —    | —    | —    | —     | —     | —     | —    | —    | —     | —     | Ab.   | —     | —    | —     | —    | —    | —    | —    |
| Mundial en Ruta      | Mundial en Ruta      | —    | —    | —    | —    | —     | Ab.   | —     | —    | —    | —     | Ab.   | Ab.   | Ab.   | —    | Ab.   | —    | —    | —    | —    |
| Mundial Contrarreloj | Mundial Contrarreloj | —    | —    | —    | —    | —     | 36.º  | —     | —    | —    | —     | —     | 8.º   | —     | 19.º | 21.º  | 21.º | 12.º | —    | 36.º |

—: no participa

Ab.: abandono

## Equipos
- Bert Story-Piels (2005)
- Rabobank Continental (2006-2008)[5]
- Rabobank/Blanco/Belkin/Lotto NL/Jumbo (2008[6]-2023)
  - Rabobank (2008-2010)
  - Rabobank Cycling Team (2011-2012)
  - Blanco Pro Cycling Team (2013)[7]
  - Belkin Pro Cycling Team (2013-2014)
  - Team Lotto NL-Jumbo (2015-2018)
  - Team Jumbo-Visma (2019-2023)